# 吴玉芳
吴玉芳（1963年—），出生于上海，中国大陆女演员。1984年凭借电影《人生》荣获第8届大众电影百花奖最佳女主角。，2019年凭借电影《送我上青云》获得中国电影金鸡奖最佳女配角。